# Győző Veres
Győző Veres (ur. 13 czerwca 1936 w Berekböszörmény, zm. 1 lutego 2011 w Melbourne) – węgierski sztangista. Dwukrotny medalista olimpijski.
Brał udział w trzech igrzyskach (IO 60, IO 64, IO 68), na dwóch zdobywał medale. W 1960 zajął trzecie miejsce w wadze do 75 kilogramów, w 1964 w wadze do 82,5 kilograma. Był mistrzem świata w 1962 i1963, srebrnym medalistą tej imprezy w 1961 i 1966 oraz brązowym medalistą w 1964. Na mistrzostwach Europy sięgał po złoto w 1962 i 1963, srebro w 1960, 1961 i 1966 oraz brąz w 1959. Pobił szesnaście rekordów świata.
Po zakończeniu kariery w 1970 był trenerem na Węgrzech i w Turcji, a następnie w 1974 roku wyemigrował do Australii, gdzie pracował w salonie samochodowym.
Był żonaty z Teresą, z którą miał dwóch synów: Csabę i Viktora.